# إدوارد بليك
إدوارد بليك (بالإنجليزية: Edward Blake) هو محامي وسياسي كندي، ولد في 13 أكتوبر 1833 في كندا العليا، وتوفي في 1 مارس 1912 في تورونتو في كندا. حزبياً، نشط في الحزب الليبرالي في أونتاريو ‏ والحزب الليبرالي الكندي.

## مناصب
- في الانتخابات العمومية البريطانية 1892 [الإنجليزية]‏، انتخب عضو برلمان المملكة المتحدة الـ25 عن دائرة South Longford (UK Parliament constituency) [الإنجليزية]‏ (4 يوليو 1892 – 8 يوليو 1895).
- في الانتخابات العمومية البريطانية 1895 [الإنجليزية]‏، انتخب عضو برلمان المملكة المتحدة الـ26 عن دائرة South Longford (UK Parliament constituency) [الإنجليزية]‏ (13 يوليو 1895 – ).
- في الانتخابات العمومية البريطانية 1900 [الإنجليزية]‏، انتخب عضو برلمان المملكة المتحدة الـ27 عن دائرة South Longford (UK Parliament constituency) [الإنجليزية]‏ ( – 8 يناير 1906).
- في الانتخابات العامة في المملكة المتحدة 1906 [الإنجليزية]‏، انتخب عضو برلمان المملكة المتحدة الـ28 عن دائرة South Longford (UK Parliament constituency) [الإنجليزية]‏ (12 يناير 1906 – 15 أغسطس 1907).
- انتخب عضو مجلس العموم الكندي.
- انتخب رئيس وزراء أونتاريو [الإنجليزية]‏ (20 ديسمبر 1871 – 25 أكتوبر 1872).

## روابط خارجية
- إدوارد بليك على موقع الموسوعة البريطانية (الإنجليزية)